# 楠村
楠村（法語：Nant，法語發音：[nɑ̃]）是法国阿韦龙省的一个市镇，属于米约区。

## 地理
楠村（44°1'19"N, 3°18'4"E）面积109.4 平方千米，位于法国奧克西塔尼大區阿韦龙省，该省份为法国南部内陆省份，位于法國中央高原南部，北起顺时针与康塔爾省、洛泽尔省、加尔省、埃罗省、塔恩省、塔恩-加龙省和洛特省接壤。
与楠村接壤的市镇（或旧市镇、城区）包括：拉卡瓦勒里、拉库韦尔图瓦拉德、洛斯皮塔莱-迪拉尔扎克、米约、拉罗克圣玛格丽特、圣让迪布吕埃勒、索克利耶尔、科斯贝贡、拉尼埃若勒、勒旺、特雷沃。

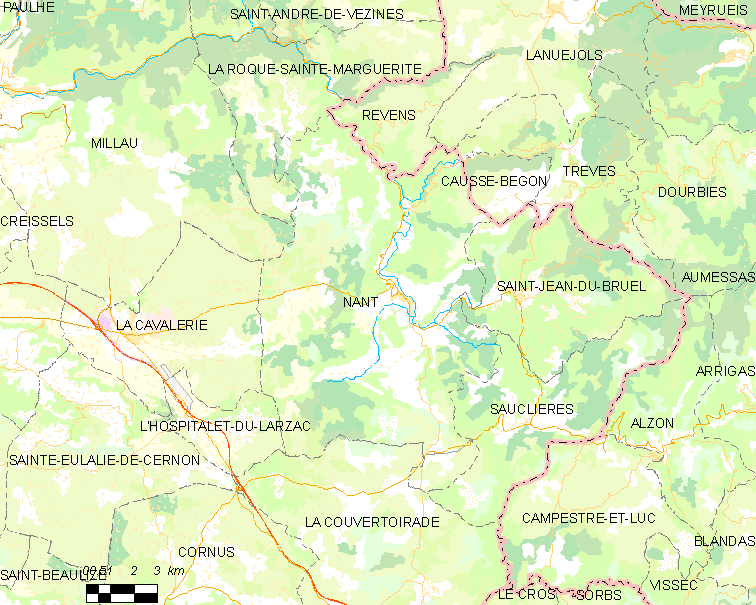
楠村的OSM定位图

楠村的时区为UTC+01:00、UTC+02:00（夏令时）。

## 行政
楠村的邮政编码为12230，INSEE市镇编码为12168。

## 政治
楠村所属的省级选区为米约第二县。

## 人口

1962-2008年间楠村人口变化图示

楠村于2022年1月1日时的人口数量为1017人。